# Susana Ribeiro
Susana Ribeiro (Rio de Janeiro, 1969) é uma atriz, autora  e diretora brasileira.

## Biografia
É formada em Artes Cênicas pela Faculdade Casa de Artes de Laranjeiras (CAL).
No teatro Integra a Cia dos Atores e com ela atuou em A Bao a Qu, A Morta, Melodrama, Tristão e Isolda, Cobaias de Satã, Meu Destino é Pecar, Notícias Cariocas, Ensaio. Hamlet e mais recentemente, Insetos. protagonizou também outros espetáculos como Ciúme sob a direção de Marília Pêra, O Submarino, de Miguel Falabella, O Estranho Casal sob a direção de Celso Nunes, além de trabalhar com diretores como Mauro Mendonça Filho, Guel Arraes, Enrique Diaz, João Fonseca e Rodrigo Portella. Atuou nos últimos 20 anos em novelas, minisséries e seriados da TV Globo, como A lei do Amor, Nada Será Como Antes, Liberdade Liberdade, Geração Brasil, Lado a Lado, Insensato Coração, Duas Caras, Assédio
entre outras. Protagonizou na Netflix a série O Mecanismo. No cinema participou dos longa metragens brasileiros As Duas Irenes, Mulheres no Poder, 
Onde Está a Felicidade, Romance de Geração, Estorvo e Veja Esta Canção. Em musicais atuou em Cazuza - Pro Dia Nascer Feliz, o Musical, Me Salve musical, Othelo Da Mangueira, Orlando, além de participar como backing vocal do primeiro disco e turnê nacional de Marisa Monte. Em Nova York atuou em Dennis Cleveland dirigida por Mikel Rouse, e em dois longa-metragens do mesmo diretor: Testones e Funding, além de protagonizar Like Blood and Water de Carsten Spencer. Dirigiu as peças Esta Propriedade Está Condenada e Quartos Tennesse, ambas de Tennesse Williams, além de Rent- o Musical, E Conselho de Classe, tendo ganho por este ultimo espetáculo, os prêmios APTR, SHELL e CESGRANRIO de melhor direção.  

## Vida pessoal
Susana nasceu na cidade do Rio de Janeiro, atualmente mora em São Paulo, casada com o músico americano Mark Lambert. Ambos tem uma filha, Julieta Ribeiro Lampariello.

## Carreira

### Televisão
| Ano  | Título                                | Personagem                    | Notas                               |
| ---- | ------------------------------------- | ----------------------------- | ----------------------------------- |
| 1991 | O Dono do Mundo                       | Isabel                        |                                     |
| 1997 | A Comédia da Vida Privada             |                               | Episódio: "A Voz do Coração"        |
| 1998 | Meu Bem Querer                        | Selma                         |                                     |
| 2006 | Páginas da Vida                       | Susy                          |                                     |
| 2007 | Duas Caras                            | Edivânia Lisboa               |                                     |
| 2008 | Instinto de Mulher                    | Marta Escobar Assis           |                                     |
| 2010 | Dalva e Herivelto: uma Canção de Amor | Amália Paiva                  |                                     |
| 2011 | Insensato Coração                     | Dalva                         |                                     |
| 2011 | A Grande Família                      | Glória Rosa e Silva (jovem)   | 4 episódios                         |
| 2012 | As Brasileiras                        | Guiomar                       | Episódio: "Reacionária do Pantanal" |
| 2012 | Lado a Lado                           | Tereza Amália Praxedes        |                                     |
| 2013 | As Canalhas                           | Ângela                        | Episódio: "Ângela"                  |
| 2013 | A Grande Família                      | Lili                          | Episódio: "O Monstro do Ciúme"      |
| 2014 | Geração Brasil                        | Sandra Schmidt                |                                     |
| 2015 | Sete Vidas                            | Luzia Macedo Fernandes        |                                     |
| 2016 | Liberdade, Liberdade                  | Carlota Joaquina              |                                     |
| 2016 | Nada Será Como Antes                  | Hilda                         |                                     |
| 2016 | A Lei do Amor                         | Cidália                       |                                     |
| 2018 | O Mecanismo                           | Regina                        |                                     |
| 2018 | Assédio                               | Irene Navarro de Mello        |                                     |
| 2021 | Onde Está Meu Coração                 | Lauriete                      |                                     |
| 2023 | Betinho - No Fio da Navalha           | Isabel Maria Medeiros Paliano | 2 episódios                         |
| 2024 | Senna                                 | Neyde Joana Senna             |                                     |

### No cinema
| Ano  | Título                  | Personagem             | Notas                          |
| ---- | ----------------------- | ---------------------- | ------------------------------ |
| 1989 | Faca de Dois Gumes      | Garota                 |                                |
| 1989 | Mamãe Parabólica        | Priscila               | Curta-metragem                 |
| 1994 | Veja Esta Canção        | Neide                  | Segmento: "Pisada de Elefante" |
| 2000 | Estorvo                 | Maria Elisa (Magrinha) |                                |
| 2010 | Um Romance de Geração   | Susana                 |                                |
| 2012 | Onde Está a Felicidade? | Carla                  |                                |
| 2016 | Mulheres no Poder       | Virgínia Baby          |                                |
| 2017 | As Duas Irenes          | Mirinha                |                                |